# Jean-Louis Tournadre
Pour les articles homonymes, voir Tournadre.
Jean-Louis Tournadre, né le 17 novembre 1958 à Clermont-Ferrand, est un ancien pilote de vitesse moto français.
Pilote moto pendant une période où de nombreux pilotes français jouent un rôle intéressant dans le monde des Grands Prix, en particulier Patrick Pons, Michel Rougerie et Jean-François Baldé, il commence sa carrière en coupe Motobécane en 1977, avec son père comme préparateur et mécanicien.
Champion de France 250cc en 1979, il s'engage en Grands Prix avec des 250 et 350 Bimota YB3 à moteur Yamaha TZ et termine sa première saison 20ème en 350 et 32ème en 250.
Il décide alors de se concentrer sur la catégorie 250 et il décroche une superbe 7e place en 1981, toujours sur une Bimota Yamaha, décrochant son premier podium lors du dernier GP de la saison, à Brno, derrière Anton Mang et Roland Freymond.
Pour 1982, les Tournadre décident de laisser tomber le cadre Bimota et achètent deux Yamaha 250 TZ-J. La saison commence par le Grand Prix de France à Nogaro mais un mouvement de grève des pilotes de pointe, surtout en 500, perturbe la fête. Les pilotes d'usine, emmenés par un Kenny Roberts très remonté contre les organisateurs, boycottent le GP en signe de protestation, un peu contre les conditions de sécurité jugées insuffisantes mais surtout contre le paddock, il est vrai minuscule et indigne d'un Grand Prix. 
La course des 250 ne voit cependant que Anton Mang et Carlos Lavado absents, Jean-François Baldé prenant le départ à contrecœur pour ne pas décevoir le public.
À la surprise générale, Jean-Louis Tournadre va remporter ce GP d'un souffle devant Baldé qui aura fait une course étrange, et tous les ténors habituels de la catégorie. Cela n'empêchera pas que cette victoire sera désavouée par beaucoup en raison de ce boycott. 
Mais Tournadre prouvera dans la suite de la saison qu'il est réellement au plus haut niveau mondial.
Il termine en effet 2e lors du Grand Prix suivant, à Jarama en Espagne, derrière le Vénézuélien Carlos Lavado (Venemotos Yamaha) mais devant le super-favori Anton Mang et sa Kawasaki usine.
Troisième GP en Italie, à Misano, et cette fois Anton Mang s'impose de justesse devant la très rapide MBA de Roland Freymond. Tournadre pour sa part arrache pour quelques dixièmes la dernière marche du podium, devant le Brésilien Neto (Yamaha) et Christian Estrosi sur la rapide Pernod.
Quatrième GP, le fameux Dutch TT à Assen, un circuit mythique réservé aux motos et dont tout le monde dit alors que c'est LE juge de paix. Anton Mang s'y impose à nouveau mais derrière, à moins de trois secondes, se déroule une lutte acharnée entre Jean-Louis Tournadre, Jeffrey Sayle (Armstrong Rotax) et Jean-Louis Guignabodet (Kawasaki) qui termineront dans cet ordre à quelques dixièmes l'un de l'autre.
La cinquième manche  du championnat se déroule à Spa Francorchamps, sur l'ultra-rapide circuit Belge et là, comme on s'y attendait, la petite Yamaha standard de Jean-Louis Tournadre n'est pas de taille dans les nombreuses et interminables montées face à ses rivales bien plus puissantes. Toni Mang s'y impose logiquement, en réalisant la pole position et le record du tour, devant la Waddon Rotax de Graeme McGregor, la Chevallier Yamaha du local Didier de Radigues, et les MBA de Roland Freymond et Paolo Ferretti, ce dernier ne battant Tournadre que de quelques centièmes sur la ligne.
Au soir de cette cinquième manche, presque à la mi-saison, Mang a pris la tête du championnat avec 55 points, devant Tournadre (54). Ainsi, l'éventuel avantage que le postier Français aurait tiré de sa participation au GP de France sans Anton Mang se trouve effacé. Et encore, personne ne peut dire ce qui se serait passé si Mang avait pris part à cette course à Nogaro) : il aurait pu chuter ou se faire percuter...
En tout cas, c'est un championnat relancé qui entame sa seconde demi-saison en Yougoslavie, sur le circuit de Rijeka, où Didier de Radigues signe la pole position. Le Belge imposera également sa Chevallier Yamaha en course devant la MBA de Paolo Ferretti, mais surtout Carlos Lavado se loupe dans un freinage un peu osé et chute en emmenant Anton Mang avec lui, sous les yeux de Jean-Louis Tournadre qui les suivait. Tournadre décrochera la troisième place de ce grand prix (et le record du tour, plus vite que la pole position !) et reprend ainsi la tête du championnat (64 - 55).
Septième Grand Prix 250cc de cette saison 1982, à Silverstone en Grande Bretagne, et Martin Wimmer s'impose sur sa Yamaha une seconde devant Anton Mang. Mais Tournadre, à l'issue d'une lutte magnifique, décroche la 3è place un dixième devant la MBA de Freymond et la Kawasaki de Jean-Louis Guignabodet, ce qui lui permet de conserver la tête du championnat (74 - 67)
Le mois d'août commence par le GP de Suède, à Anderstorp, et c'est cette fois la MBA de Roland Freymond qui s'impose devant les Kawasaki de Anton Mang et Jean-François Baldé. Tournadre réussit cependant à terminer quatrième devant notamment Estrosi et Wimmer, mais il ne compte plus que trois points d'avance sur Mang (82 - 79)
Le Continental circus se déplace alors un peu à l'est, vers le pittoresque circuit d'Imatra, tout près de la frontière avec l'URSS. Là, sous la pluie, sur ce circuit sur route fermée très dangereux, qui comporte notamment le franchissement d'un passage à niveau, le prince de la pluie Christian Sarron signe victoire et record du tour, devant le Belge Didier de Radigues et le futur champion du Monde Alfonso Pons (Kobas Rotax). Anton Mang signe une contre-performance avec la sixième place derrière les Yamaha de Jean-Michel Mattioli et Carlos Lavado, mais Tournadre est juste derrière, 7ème, devant Guignabodet. Tournadre a désormais 86 points et Mang 84.
Le prochain GP est à Brno, en Tchécoslovaquie, un circuit qui a toujours réussi à Tournadre puisqu'il y a marqué son premier (et unique) point en 250 en 1980, et son premier podium en 1981. C'est le Vénézuélien Carlos Lavado qui s'impose, devant Jean-Louis Tournadre qui réalise encore une course somptueuse et signe le record du tour, et l'Allemand Martin Wimmer, assurant un triplé Yamaha. Mang ne termine que 8è et perd des points précieux puisqu'à deux manches de la fin du championnat, il compte onze points de moins que Tournadre (87 - 98)
Début septembre en Italie, pour le Grand Prix de Saint Marin sur le magnifique circuit du Mugello près de Florence, Carlos Lavado en grande forme signe la pole position et le record du tour, mais il chute en course et c'est Mang qui s'impose. Mais à nouveau Jean-Louis Tournadre réalise un GP exceptionnel, terminant second devant la MBA de Freymond et la Yamaha de Wimmer, de sorte qu'avant le dernier GP de la saison, il compte encore huit points d'avance (110 - 102)
Le dernier GP, il se trouve qu'il se déroule en Allemagne, sur le célèbre Hockenheimring, un circuit difficile avec une partie sinueuse entourée de gradins (120.000 places assises) qu'on appelle le Stadium, et une très longue partie ultra rapide dans la foret, favorisant les moteurs les plus puissants. 200.000 spectateurs sont là, en majorité Allemands, pour soutenir leur champion, qui est grand favori pour la victoire. Il signe d'ailleurs la pole position tandis que Tournadre ne se qualifie qu'en milieu de grille.
L'équation est assez simple sur le papier : pour être champion si Mang l'emporte, Tournadre doit terminer au pire quatrième. Au départ, un groupe se détache en tête avec les Pernod de Thierry Espié et Christian Estrosi, la Kawasaki de Anton Mang, et la MBA de Ferretti. Tournadre est loin, dans le paquet, autour de la douzième place.
Le public Allemand dans les tribunes hue les Français qui ne cessent de harceler Mang pour la tête de la course, sous les yeux de Ferretti qui reste au contact. Pendant ce temps, Tournadre entame une remontée qui le voit prendre beaucoup de risques dans le stadium, puis essayer de suivre à l'aspiration une moto plus puissante dans la forêt. En tête de la course, les Pernod ont baissé de rythme, laissant Mang s'envoler seul en tête et Ferretti second isolé. Estrosi surtout connaît une baisse de régime, et se retrouve dans un paquet qui, à une trentaine de secondes de l'Allemand Mang, compte un paquet de pilotes Français dotés de machines rapides, mais aussi l'Allemand Manfred Herweh et Jean-Louis Tournadre. 
La course tourne de plus en plus à un match France - Allemagne, avec Estrosi et Fernandez qui "tirent" Tournadre dans les lignes droites, tandis que Herweh essaie de les gêner. L'ambiance est électrique dans les tribunes, car ce groupe lutte pour la quatrième place. Dans le dernier tour, Anton Mang ne commet aucune erreur et franchit en vainqueur la ligne d'arrivée, portant son total de points à 117. Paolo Ferretti est un beau second à moins de dix secondes de l'Allemand, et Thierry Espié offre un podium à Pernod, une vingtaine de secondes derrière Mang.
La foule hurle à l'arrivée du groupe dans le stadium, car c'est Jean-Louis Tournadre qui est quatrième, tandis que Fernandez (Bartol) et Estrosi (Pernod) contiennent Herweh pour l'empêcher de tenter une attaque-suicide sur le Français. Tournadre franchit la ligne avec un total de 118 points, ce qui lui vaut le titre mondial, pour un point !
Au cours de cette saison, il aura ainsi marqué des points lors de chacun des 12 grands prix, ne causant aucun dommage à sa magnifique combinaison blanche, et il montera 8 fois sur le podium.
Certains continuent à dire que c'est grâce à l'absence de Mang à Nogaro que Tournadre a été titré, mais le déroulement de la saison prouve que c'est faux : au soir du GP de Belgique, Mang était en tête du championnat, et c'est donc en marquant deux points de plus que l'Allemand dans les 7 GP restants que le Français a décroché ce titre improbable et magnifique.
Tournadre est alors contacté par Giacomo Agostini. Yamaha Motor Co a décidé de n'engager qu'une équipe officielle en 500 en 1983, avec Kenny Roberts pour premier pilote, et Agostini comme manager. Ago a été impressionné par la sérénité de Tournadre et il lui propose le guidon de la seconde Yamaha usine.
Pour s'assurer de la capacité de Tournadre de piloter une 500, il l'engage dans une course de fin de saison en Grande Bretagne, sur la Yamaha YZR500 0W60 qui vient de terminer seconde du championnat du monde avec le rugueux Graeme Crosby aux guidons.
Tournadre relève le défi, termine cinquième de la course alors qu'il n'a découvert une 500 que le vendredi matin, et Agostini est enthousiaste et lui confirme qu'il est engagé.
Malheureusement, Ago ne décide pas seul, et sous la pression de Kenny Roberts et de Yamaha, c'est l'Américain Eddie Lawson qui est engagé.
Jean-Louis Tournadre, la mort dans l'âme après s'être vu pilote d'usine en 500, doit trouver une solution pour 1983 à la dernière minute, et il n'obtient que le soutien de Sonauto l'importateur Yamaha qui lui fournira les motos.
Il n’intégrera pas le team officiel où sont Christian Sarron (sur une machine semi-officielle) et Thierry Rapicault (sur une TZ standard), et ses motos ne seront pas prêtes pour le premier GP en Afrique du Sud.
Sa saison 1983, au cours de laquelle il arbore les couleurs Sonauto Gauloises et son numéro 1 brillamment conquis l'année précédente, le verra ne pas marquer un seul point, fait rarissime pour un champion du Monde en titre ; à la fin de la saison, Tournadre annonce quitter la course moto.
Il se lance alors en monoplace, toujours avec le soutien de Primagaz, mais les budgets sont énormes en course automobile et Tournadre doit renoncer à son rêve.
Il revient à la course moto, disputant le championnat de France de Superbikes, et des courses d'endurance, décrochant notamment une très belle seconde place aux 24h du Mans 1987, avec Hervé Moineau et Bruno Le Bihan, avant de raccrocher définitivement.

## Palmarès
- Champion du monde 250 cm³ en 1982

### Championnat 1982
- 9 mai : 1er au GP de France (Nogaro)
- 23 mai : 2e au GP d’Espagne (Jarama)
- 30 mai : 3e au GP d’Italie (Misano)
- 26 juin : 2e au GP des Pays-Bas (Assen)
- 4 juillet : 6e au GP de Belgique (Francorchamps)
- 18 juillet : 3e au GP de Yougoslavie (Rijeka)
- 1er août : 3e au GP de Grande-Bretagne (Silverstone)
- 8 août : 4è du GP de Suède (Anderstorp)
- 15 août : 7e au GP de Finlande (Imatra)
- 29 août : 2è au GP de Tchécoslovaquie (Brno)
- 5 septembre : 2e au GP de Saint-Marin (Mugello)
- 26 septembre : 4e au GP d’Allemagne (Hockenheim)

- Records du tour en course : GP de Yougoslavie : 1 min 38,18 s, et GP de Tchécoslovaquie : 3 min 51,45 s (168,830 km/h de moyenne)